# Claudine Rhédey von Kis-Rhéde

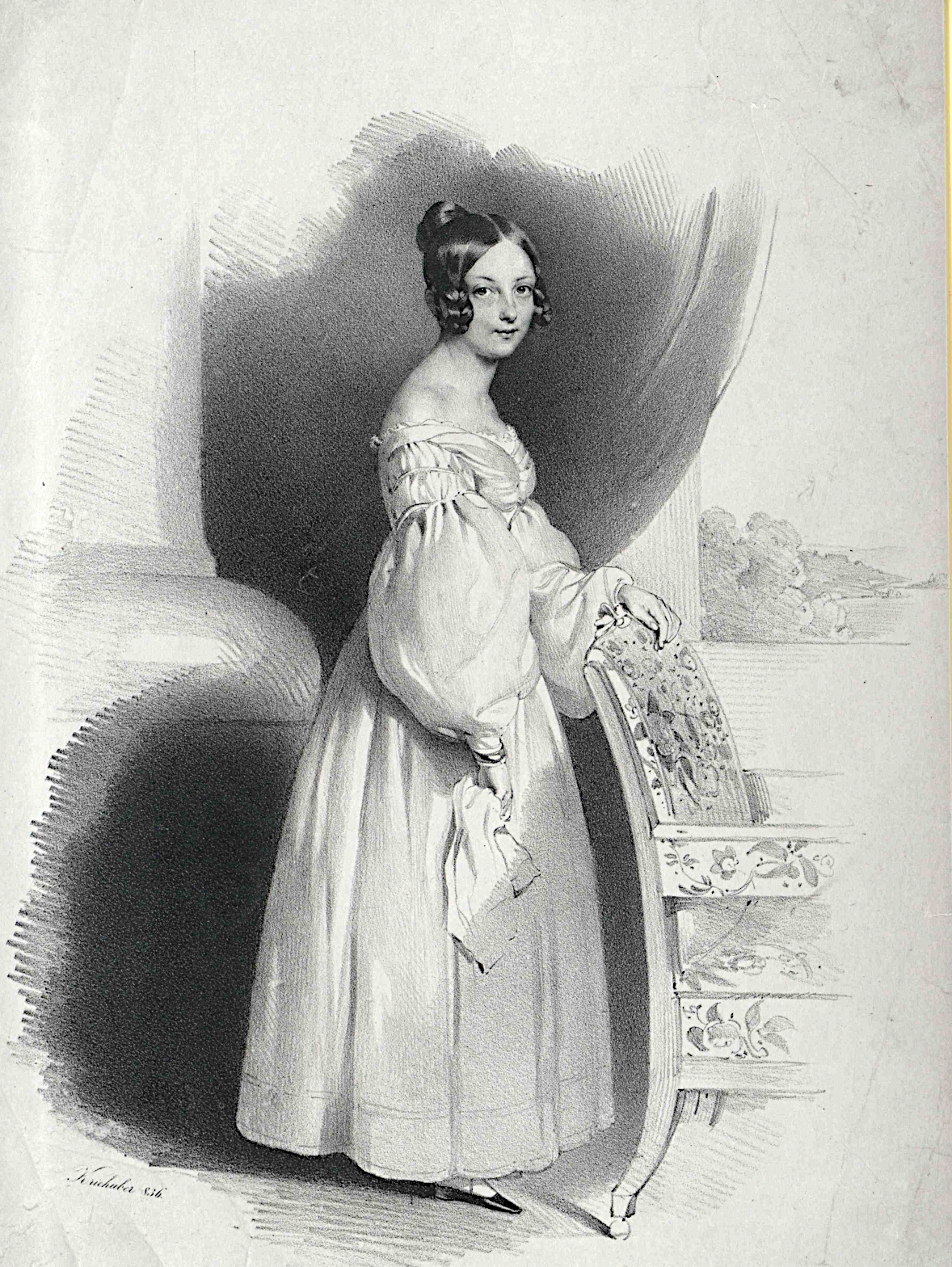
Claudine Gräfin von Hohenstein, Lithographie von Josef Kriehuber, 1836.

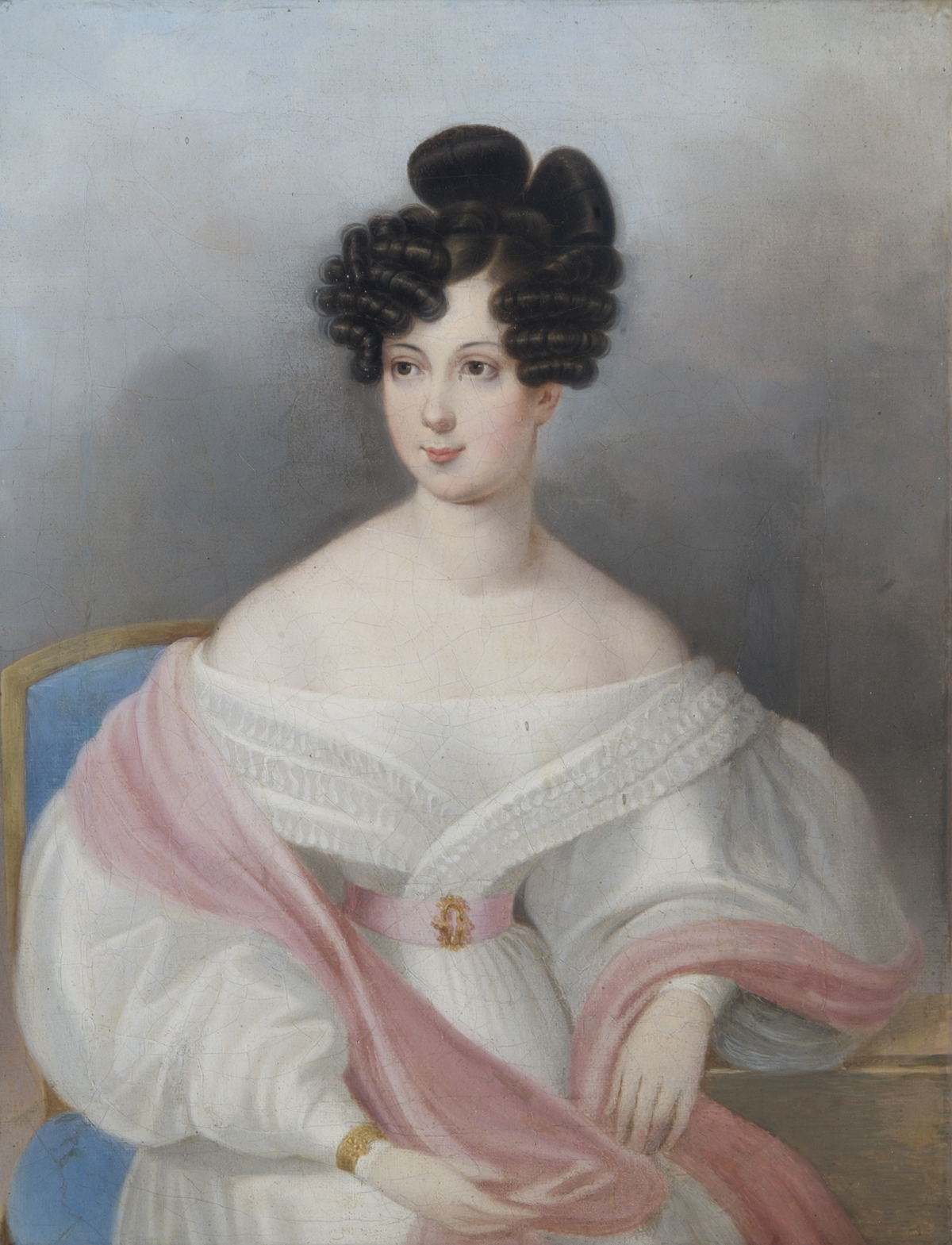
Porträt von Claudine Rhédey von Kis-Rhéde, um 1840

Claudine Gräfin Rhédey von Kis-Rhéde (* 21. September 1812 in Erdőszentgyörgy; † 1. Oktober 1841 in Pettau), seit 1835 Gräfin von Hohenstein, war eine ungarische Adlige und die Großmutter der britischen Königin und Kaiserin von Indien, Maria von Teck.

## Leben
Claudine war eine Tochter des Grafen László Rhédey von Kis-Rhéde und seiner Frau, der Baronin Agnes Inczédy de Nagy-Várad. 
Am 2. Mai 1835 heiratete Claudine Rhédey von Kis-Rhéde in Wien den Prinzen Alexander von Württemberg (1804–1885), den einzigen Sohn des Herzogs Ludwig von Württemberg und seiner zweiten Frau, der Prinzessin Henriette von Nassau-Weilburg, in morganatischer Ehe. Aus der Ehe gingen drei Kinder hervor:
- Claudine Henriette Marie Agnes (1836–1894), Gräfin von Hohenstein
- Franz Paul Karl Ludwig Alexander (1837–1900), 1871 Herzog von Teck

⚭ 1866 Mary Adelaide von Cambridge, Prinzessin von Großbritannien, Irland und Hannover
- Amalie Josephine Henriette Agnes Susanne (1838–1893), Gräfin von Hohenstein

⚭ 1863 Graf Paul von Hügel (1835–1897)
Ihr Mann wurde wegen dieser nicht standesgemäßen Ehe von der Erbfolge in Württemberg ausgeschlossen. Claudine erhielt anlässlich der Hochzeit am 16. Mai 1835 vom österreichischen Kaiser den Titel Gräfin von Hohenstein. Nach sechs Jahren Ehe wurde Claudine bei einer Kavallerieübung Alexanders von durchgehenden Pferden zu Tode getrampelt.